# Gunyamolo
Die Sprache Bainouk-Gunyaamolo (bagnoun, bainuk, banhum, banyuk, banyum, banyun, banyung, elomay, elunay, ñuñ; ISO 639-3 ist bcz) ist eine westatlantische Sprache, die von 20.700 Einwohnern Senegals im Norden der Region Casamance gesprochen wird.
Die Sprache ist die Muttersprache des Bainounka-Volkes. Sie zählt zur Sprachfamilie der Niger-Kongo-Sprachen und hat zwei Dialekte: gujaaxet und gunyamoolo.